# Out of Control (The Rolling Stones)
Out of Control è un singolo del gruppo musicale britannico The Rolling Stones.
Registrato nel 1997 a Los Angeles, viene pubblicato il 17 agosto 1998 e fa parte dell'album Bridges to Babylon. Il singolo è ispirato a Papa Was a Rollin' Stone dei The Temptations, ed esiste un remix ancora inedito che vede i due brani uniti.

## Esecuzioni dal vivo
Durante il tour in promozione dell'album, la band si esibì a Milano nello Stadio Giuseppe Meazza portando sul palco anche Out of Control.

## Tracce
1. Out of Control – 4:43
2. Out of Control (Radio Edit) – 3:48
3. Out of Control (In Hand With Fluke) – 8:28
4. Out of Control (In Hand With Fluke Instrumental) – 5:55
5. Out of Control (Bi-Polar At The Controls) – 5:11